# Ochrana spotřebitele
Ochrana spotřebitele (anglicky consumer protection) je skupina zákonů a organizací, které mají za cíl zajišťovat práva spotřebitelů, spravedlivý obchod, hospodářskou soutěž, přesné informace na trhu, ochranu proti protisoutěžním praktikám a podvodům. Ochrana spotřebitele je spojena s myšlenkou spotřebitelských práv a se vznikem spotřebitelských organizací, které pomáhají spotřebitelům lépe se rozhodovat na trhu a získávají pomoc při stížnostech spotřebitelů.
Mezi základní prvky ochrany spotřebitele patří ochrana před nekalými obchodními praktikami, například:
- klamavá reklama
- nárok na správné a korektní informace
  - Etiketa (nálepka)#etikety
  - cenovky
  - návod v češtině
- ochrana zdraví spotřebitele
  - sledování Potravina#potravin
  - použitý materiál
- Přímý prodej#podomní a dálkový Obchod#prodej
- Újma#náhrada škody
  - záruka
  - reklamace